# Лей-Енн Томпсон
Лей-Енн Томпсон (англ. Leigh-Anne Thompson; нар. 8 січня 1964) — колишня американська тенісистка.
Найвищу одиночну позицію світового рейтингу — 27 місце досягла 15 серпня, 1983 року.
Здобула 1 одиночний титул.
Найвищим досягненням на турнірах Великого шолома було 3 коло в одиночному розряді.
Завершила кар'єру 1988 року.

## Фінали Туру WTA

### Одиночний розряд: 3 (1–2)
| Перемога — Легенда                  |
| ----------------------------------- |
| Турніри Великого шолома (0–0)       |
| Турніри Туру WTA (0–0)              |
| Вірджинія Слімс, Avon та інші (1–2) |

| Титули за покриттям |
| ------------------- |
| Тверде (1–1)        |
| Трава (0–0)         |
| Ґрунт (0–0)         |
| Килим (0–1)         |

| Результат | Ранг | Дата         | Турнір   | Покриття   | Суперниця     | Рахунок       |
| --------- | ---- | ------------ | -------- | ---------- | ------------- | ------------- |
| Поразка   | 1.   | січень 1982  | Montreal | Тверде (i) | Глініс Коулс  | 6–4, 6–4      |
| Поразка   | 2.   | лютий 1982   | Нашвілл  | Килим (i)  | Ева Пфафф     | 6–3, 7–5      |
| Перемога  | 1.   | серпень 1982 | Мава     | Тверде     | Беттіна Бюнге | 7–6(7–4), 6–3 |

## Часова шкала турнірів Великого шлему в одиночному розряді
| W | Ф | ПФ | ЧФ | #Р | КТ | К# | DNQ | A | NH |

| Турнір                                 | 1981  | 1982  | 1983  | 1984  | 1985  | 1986  | 1987  | 1988  | Career SR |
| -------------------------------------- | ----- | ----- | ----- | ----- | ----- | ----- | ----- | ----- | --------- |
| Відкритий чемпіонат Австралії з тенісу |       |       |       |       |       | NH    |       |       | 0 / 0     |
| Відкритий чемпіонат Франції з тенісу   |       | 2р    | 1р    |       |       |       |       |       | 0 / 2     |
| Вімблдонський турнір                   |       | 1р    |       |       |       |       |       |       | 0 / 1     |
| Відкритий чемпіонат США з тенісу       | 3р    | 2р    | 1р    | 1р    | 3р    | 1р    |       |       | 0 / 6     |
| SR                                     | 0 / 1 | 0 / 3 | 0 / 2 | 0 / 1 | 0 / 1 | 0 / 1 | 0 / 0 | 0 / 0 | 0 / 9     |
| Рейтинг на кінець року                 | 63    | 31    | 56    | 215   | 94    | 111   | NR    | NR    |           |